# Classification d'Oakeshott
 (avril 2017).
 (avril 2017).
Pour les articles homonymes, voir Oakeshott.

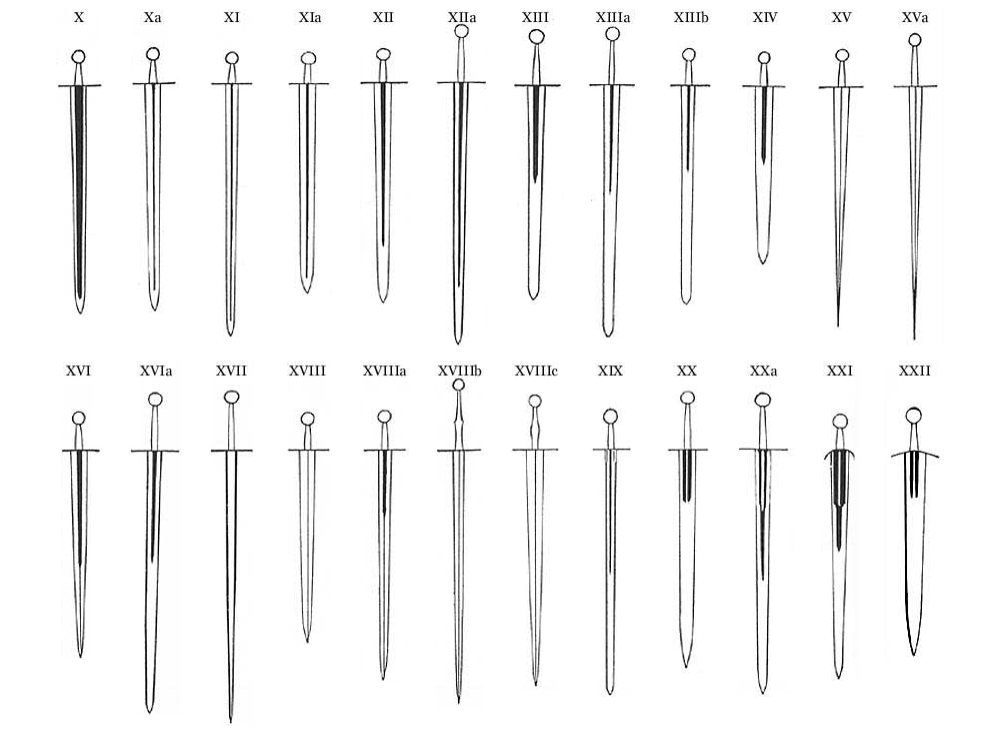
types d'épées selon la classification d'Oakeshott

La classification des épées médiévales d'Oakeshott a été rédigée par l'historien et illustrateur Ewart Oakeshott, qui a consacré une bonne partie de sa vie à étudier les armes et armures de l'époque médiévale et du début de la Renaissance. En étudiant le matériel de guerre médiéval, il a considérablement influé sur la compréhension actuelle que nous avons non seulement de la guerre à cette époque, mais aussi des technologies et des multiples évolutions en matière d'armement au long de cette période. L'épée, en tant que symbole d'une époque, a fait l'objet d'une étude attentive dont est ressortie une typologie chronologique montrant l'évolution de l'épée des dérivés du glaive romain à l'apparition des premières rapières (à l'exclusion de celles-ci), sur une période qui s'étale approximativement du XIe au XVe siècle. La classification s'intéresse bien sûr à la lame (sa forme, sa longueur, l'évolution de sa section), mais aussi à la garde, au pommeau et à la fusée.
Cette chronologie est retracée dans son ouvrage de 1960, The Archaeology of Weapons: Arms and Armour from Prehistory to the Age of Chivalry, et complétée dans les ouvrages ultérieurs. Les épées y sont classées en treize catégories, numérotées de X à XXII : cette numérotation fait suite à la catégorisation introduite en 1919 par Jan Petersen dans De Norske Vikingsverd  (Les épées vikings de Norvège), modifié en 1927 par Mortimer Wheeler en une classification en neuf types, de I à IX.
À part les types d'épées elles-mêmes, Oakeshott a également établi une classification pour les pommeaux (vingt-quatre types principaux, numérotés de A à W, puis Z), ainsi que pour les gardes des épées (douze styles, de 1 à 12).
Ci-dessous est présenté un résumé de la classification qui concerne les lames d'épées. À chaque type sera attribuée une pondération d'efficacité de la lame à la coupe comme à l'estoc. Le nombre de « + » est indicatif de l'efficacité pour chaque type de frappe (plus il y a de « + », plus l'arme est efficace dans cette catégorie). On peut observer que les propriétés mécaniques (finesse du profil de la lame contre rigidité, notamment) sont bien souvent en opposition.

## Types d'épées privilégiant la taille
Les cinq premiers types et leurs sous-types d'épées sont des armes dont l'usage va de la taille pure à un usage très modéré de l'estoc, la taille restant très majoritaire dans l'esprit de leur conception. Les lames sont fines et larges, très bien profilées (profil lenticulaire la plupart du temps) pour couper, mais trop souples longitudinalement pour estoquer. Ces armes sont adaptées à des cibles faiblement armurées, c'est-à-dire sans armure, en gambison, ou encore en haubert de mailles.

### Type X
Ce type est la première vraie épée « européenne » issue de la tradition des épées vikings qui a été classifiée par Jan Petersons en 1919. Il s'agit en fait d'une épée de la fin de l'ère Viking. Ces épées ont des lames larges avec une gouttière peu profonde et large (au moins la moitié de la largeur de la lame) qui descend presque jusqu'à la pointe, légèrement arrondie. Ce type de lame est produit jusqu'au début du XIe siècle, mais beaucoup moins après la fin de l'époque Viking. Les poignées prennent des formes diverses mais les lames excèdent rarement les 85 cm, et les fusées sont courtes (usage uniquement à une main). Les poignées sont de style nordique avec des pommeaux cylindriques et une garde droite ou légèrement courbée vers la lame. Contrairement aux pommeaux futurs, ceux des épées de ce type sont vraiment en forme de disque et n'adoptent pas de formes plus complexes. Avec sa déclinaison « type Xa », cette épée représente ce que l'on appelle communément l'« épée normande ».
- coupe : +++
- estoc : +

#### Type Xa
Sous-variante du type X, les principales différences sont: la gouttière est plus étroite (1/3 de la largeur de la lame), la lame un peu plus longue (88 cm maximum). Les deux types sont en concurrence jusque vers l'an Mil. Aucune différence au niveau des poignées.
- coupe : +++
- estoc : +

### Type XI
Le type XI est caractérisé par une lame fine aux tranchants parallèles, avec une gouttière étroite qui court tout le long de la lame. La pointe est assez acérée. Les lames sont longues par rapport à la poignée, et la plupart présentent des motifs gravés sur la lame. Le type XI connaît son apogée au milieu du XIIe siècle, sa période d'utilisation s'étendant de 1050 à 1350. C'est l'épée qu'on pourrait imaginer comme typique de la première croisade.
- coupe : +++
- estoc : +

#### Sous-type XIa
Similaire au type XI mais la lame y est plus large et plus courte, la gouttière restant étroite. On rencontre ces épées entre 1250 et 1350. Les pommeaux sont simplement des cylindres voire en forme de sphère ou de « noix » assez simples. Les quillons sont droits et courts.
- coupe : +++
- estoc : +

### Type XII
La lame des épées type XII sont plates avec une ou plusieurs gouttières qui courent sur les deux tiers voire les trois quarts de la lame. Des gouttières plus longues classifieraient ces lames en type X. Les poignées s'allongent par rapport aux types précédents, tout en restant confinés à l'usage à une main. Les pommeaux sont en général cylindriques, mais leur variété s'accroît par rapport aux types précédents. Les quillons sont droits et courts. Le type XII est présent sur les bas reliefs, peintures et tapisseries du début du XIIIe au milieu du XIVe siècle. Les épées du type XII sont les plus répandues de toutes ou, du moins, celles qui ont été retrouvées dans le plus grand nombre. On peut l'imaginer comme l'« épée type » du chevalier du début du Bas Moyen Âge.
- coupe : +++
- estoc : ++

#### Sous-type XIIa
Premier type d'épée longue maniée à une ou deux mains apparu, c'est la version allongée du type XII, « l'épée de guerre ». La poignée est prévue pour être saisie à deux mains. On rencontre ce type courant XIIIe et XIVe siècles. Leur poids oscille entre 1,5 et 2 kilogrammes. La lame fait plus de 90 cm et c'est la première épée qu'on pourrait qualifier d'épée « bâtarde », bien qu'il apparaisse qu'une utilisation à une main ne soit qu'anecdotique. Les chroniques du Moyen Âge parlent d'hommes tranchés de la tête à l'entre-jambe. Aussi étonnant que cela puisse paraitre, si c'était effectivement possible, c'était avec ce type d'épée.
- coupe : ++++
- estoc : ++

### Type XIII
Le type XIII présente des lames dont les tranchants sont presque parallèles et la pointe arrondie. La ou (plus rarement) les gouttières courent jusqu'à la moitié de la lame. La poignée est plus longue que sur les autres types destinés au maniement à une main. On rencontre ces épées du milieu du XIIIe siècle à la fin du XIVe siècle.
- coupe : ++++
- estoc : +

#### Sous-type XIIIa
Prototype de « l'épée de guerre » à deux mains, ces armes sont grandes : les lames font de 80 cm à un mètre, les poignées de 15 à 25 cm. À part la taille, elles conservent les autres caractéristiques du type XIII, et leur période d'utilisation est identique. Les célèbres claymores écossaises sont souvent de ce type. Avec les épées de type XIIa, ce sont les grandes « épées de guerre », des armes destinées à donner ce qu'on appellerait actuellement une « puissance de feu » démesurée aux combattants. Plus encore que les épées de type XIIa, les épées de type XIIIa misent sur la force brute d'une lame longue, large et solide pour une puissance de coupe sans pareil. Néanmoins, il ne faut pas les voir comme d'énormes barreaux d'acier, des assommoirs : au contraire, c'étaient des épées capables de coupes précises et d'une puissance étonnante.
- coupe : +++++
- estoc : +

#### Sous-type XIIIb
Ce sous-type est proche du type XIII, mais la lame est parfois plus étroite. La poignée est similaire sur la forme, mais sa longueur, plus courte, est celle des armes à une main plus « classiques ». La période d'utilisation est toujours la même.
- coupe : ++++
- estoc : +

### Type XIV
Ce modèle a été utilisé entre 1275 et 1340. Il est facile à identifier : lame courte, poignée courte, lame de forme triangulaire, large à la base et se terminant en pointe acérée. La gouttière parcourt les trois quarts de la lame, et on rencontre parfois des gouttières multiples. L'essentiel à retenir concernant ce type d'épée est l'évolution des techniques de l'art du combat, mettant en avant l'estoc : ces épées sont courtes (lame de 70 cm), avec une base très large permettant un coup d'estoc particulièrement précis tout en gardant une puissance de coupe tout à fait respectable. C'est une sorte de concentré de puissance, une épée petite, avec des lignes fluides et relativement sobres (alors, pourtant, que ces épées étaient des épées « nobles » : très peu utilisées par la troupe mais bien plus appréciées des chevaliers), permettant aussi bien de percer les premières armures de plates que de tailler une cotte de mailles.
- coupe : +++
- estoc : +++

## Types d'épées privilégiant l'estoc
L'apparition des armures de plates exige de meilleures performances d'estoc : on va abandonner les gouttières, les tranchants parallèles, les sections lenticulaires, les tranchants très fins, pour aller vers des lames à sections en « diamant aplati », c'est-à-dire en losange, et des lames de formes triangulaires, bien plus rigides, aux pointes extrêmement acérées, mais aux performances de coupe amoindries (sans pour autant être négligeables).

### Type XV
Le type XV est l'incarnation de cette révolution technique. Il marque un changement radical avec les types précédents : lame triangulaire aux tranchants rectilignes, section de lame en losange aplati, pointe acérée prévue pour l'estoc. L'usage de ces armes remonte, de manière fort discrète, à la fin du XIIIe siècle, mais son usage ne se répand qu'aux XIVe et XVe siècles, tombant en désuétude au début du XVIe siècle. C'est la première épée destinée principalement à l'estoc. Ces épées, bien que faites pour l'estoc, conservent des capacités de coupe tout à fait respectables, même si elles ne sont plus à la hauteur de leurs ancêtres.
- coupe : ++
- estoc : ++++

#### Sous-type XVa
Il s'agit de la version allongée du type XV, prévue pour l'usage à deux mains, avec une lame plus étroite et plus longue. La poignée est beaucoup plus longue, pour accueillir deux mains entières, pouvant atteindre jusqu'à 25 cm (assez rare, la longueur moyenne est de 20 cm). Ce type est l'archétype de l'épée longue de l'escrime lichtenauerienne. C'est aussi « l'épée bâtarde » type. De nombreux maîtres comme Ringeck ou Fiore ont produit des traités d'escrime : lorsqu'ils abordent l'épée (car ils abordent en vérité une grande variété d'armes de l'époque), c'est cette épée-ci qu'il faut voir.
- coupe : +++
- estoc : ++++

### Type XVI
Le type XVI a été développé en réponse à l'armure de mailles renforcée de plates du début du XIVe siècle. Il peut être difficile de la distinguer du type XIV, mais la partie basse de la lame (vers la pointe) est davantage de section losange aplati. Cela procure un meilleur estoc, avec une pointe rigide, tout en conservant une bonne faculté de coupe. Ces lames mesurent de 70 à 80 cm, avec une gouttière dépassant légèrement la moitié de la lame. Ce sont des épées très étudiées, tant au niveau de l'efficacité que de la beauté, si bien que toutes sont à la fois de terribles armes et de magnifiques œuvres d'art.
- coupe : +++
- estoc : ++++

#### Sous-type XVIa
Ce sous-type présente une lame longue et s'amincissant doucement, large près des quillons et présentant une pointe renforcée. La gouttière est prononcée et s'étend sur le tiers fort de la lame. Le faible ne présente pas de section en losange, mais hexagonale aplatie. La poignée est longue, comme sur les types XIIIa et XVa, pour une utilisation à deux mains. C'est une évolution directe de l'épée de type XIIa, présentant une capacité de coupe tout à fait exceptionnelle tout en gardant un estoc puissant, solide et efficace. C'est une autre version, plus aboutie, de « l'épée de guerre ».
- coupe : ++++
- estoc : ++++

### Type XVII
Les lames de ce type sont longues, minces et s'affinent en une pointe acérée. La section de la lame est hexagonale aplatie. De nombreux modèles présentent une gouttière peu profonde dans le premier quart de la lame. La poignée est longue et prévue pour deux mains. L'arme est en usage entre 1360 et 1420. Les lames de ce type sont très robustes et lourdes, pouvant peser jusqu'à 2,75 kilogrammes (à comparer avec les 2 kg max des types XIIIa). Ewart Oakeshott pense que ces épées étaient faites pour craquer les plates des armures et causer des dégâts irrémédiables à tout ce qui se trouve en dessous. Tout comme les épées du type XVIa, ces modèles conservent une étonnante capacité de coupe (amoindrie, tout de même, mais bien présente) tout en mettant en avant l'estoc qui était de mise à l'époque, armures de plates oblige.
- coupe : +++
- estoc : ++++

### Type XVIII
Ces épées présentent des lames larges à la garde (5 à 6 cm), et s'affinent gracieusement jusqu'à une pointe acérée. La poignée est courte et prévue pour un usage à une main. La lame présente une section en losange, avec une arête médiane prononcée pour augmenter la rigidité. Ce style de lame est un compromis idéal entre taille et estoc. À noter que les pans de la lame sont concaves, ils « se creusent vers l'intérieur », en quelque sorte. Ce procédé est similaire au flûtage d'un canon : n'offrant aucune face plane, la lame est virtuellement plus rigide, moins sujette à la torsion, tout en gardant la souplesse de son matériau, et évitant ainsi la brisure. C'est un pas en avant d'un point de vue technologique, puisque l'on a réussi à conserver la propriété de souplesse de l'acier qui empêche une lame de se briser lors d'un choc très violent tout en rendant la lame extrêmement rigide et donc plus propice à des coups d'estoc d'une rare violence.
- coupe : +++
- estoc : +++

#### Sous-type XVIIIa
Les lames de ce sous-type sont plus minces et plus longues, mesurant jusqu'à 80 cm. La section est la même que pour le type principal, mais certaines présentent une gouttière étroite dans la première moitié de la lame. La poignée est en général un peu plus longue, 2 ou 3 cm de plus.
- coupe : +++
- estoc : +++

#### Sous-type XVIIIb
Les lames de ce sous-type sont encore plus longues, plus minces et plus pointues, tout en gardant la même section. La poignée est prévue pour deux mains. On rencontre ces épées entre 1450 et 1520. On les retrouve principalement en Allemagne mais aussi en Italie, en France… Elles allient très bonne performance de coupe et fort pouvoir d'estoc. Ce sont de grandes épées souvent ouvragées, comportant des filigranes, des gravures, des gardes aux formes peu communes ou remarquables… Les lames varient entre 90 et 100 cm.
- coupe : ++++
- estoc : ++++

#### Sous-type XVIIIc
Lames encore plus longues que le type XVIIIb, allant jusqu'à plus d'un mètre.
- coupe : ++++
- estoc : ++++

#### Sous-type XVIIId
Lames longues mais plus minces, possédant une gouttière mince courant sur toute la longueur. La poignée est un peu plus courte que pour les autres sous-types.
- coupe : +++
- estoc : ++++

#### Sous-type XVIIIe
C'est un type d'épée spécifique du Danemark, bien qu'on en ait retrouvé quelques-unes en Italie. Elles sont facilement reconnaissables par la présence d'un très long ricasso (qui empiète sur un quart de la taille totale de la lame) et d'une poignée elle aussi de très grande taille (40 cm environ, parfois plus) dont la forme est particulière : en effet, on voit très souvent des poignées rectangulaires aux angles arrondis, et non des poignées tout simplement de sections rondes ou ovales comme sur tout autre type d'épée. Ce sont des épées aux lames très fines et très épaisses, dont le dernier tiers (le faible) s'apparente plus à un carrelet ou un clou de tapissier qu'une lame : en effet, la section n'est même plus en losange sur ce dernier tiers, mais presque carrée. Cette épée est entièrement destinée à l'estoc, et ne donne que des résultats moyens à bons, sans plus, en termes de coupe.
- coupe : ++
- estoc : +++++

### Type XIX
Apparue au début du XVe siècle, ce type d'épée à une main présente une lame large et plate, avec des tranchants parallèles se terminant de manière abrupte en une pointe acérée. Le fort de la lame présente une étroite gouttière ainsi qu'un ricasso (partie de lame non affûtée pour être prise en main). La section est hexagonale, la lame est plate et les tranchants chanfreinés. La longueur de la lame varie de 90 à 100 cm.
- coupe : ++++
- estoc : ++++

### Type XX
Utilisé durant les XIVe et XVe siècles, ces épées à une ou deux mains sont similaires au type XIIIa, avec une pointe acérée au lieu de ronde, mais les tranchants sont parallèles. Les lames présentent une gouttière centrale dépassant la moitié de la lame, accompagnée d'une autre de chaque côté qui sont moitié moins longues.
- coupe : ++++
- estoc : ++++

#### Type XXa
Les lames de ce sous-type sont moins larges, et elles se terminent en une pointe davantage acérée.
- coupe : ++++
- estoc : ++++

### Type XXI
Type d'épées similaires à la Cinquedea, apparues tardivement au cours du XVe siècle. Elles sont un peu plus longues, et un peu moins larges que la cinquedea.

### Type XXII
Ce type d'épées possède une lame large et plate, ainsi que deux courtes gouttières, et était utilisé autour de 1500.